# Kohtla
Kohtla – wieś w Estonii, w prowincji Virumaa Wschodnia, w gminie Kohtla.